# 4-甲基-1-戊醇
4-甲基-1-戊醇（英語：4-Methyl-1-pentanol，IUPAC名：4-methylpentan-1-ol，也称为异己醇 isohexyl alcohol）是一種醇類的有機化合物，龙眼的果实中有微量异己醇。